# 유엔 안전 보장 이사회 결의 제2071호

유엔 안전 보장 이사회 결의 제2071호는 말리 분쟁과 관련, 프랑스가 말리 반군을 진압하기 위한 유엔군의 무력 사용 승인을 요청하였다. 프랑스는 미국과 협의하여 제안했으며, 미국의 미온적인 반응 속에, 만장일치로 통과되었다.

## 같이 보기
- 말리 분쟁
- 2012년 말리 쿠데타